# Monastir (Túnez)
Monastir (en árabe المـنسـتير, al-munastîr, proveniente del latín monasterium) es la capital de la Gobernación de Monastir. Es una pequeña ciudad costera tunecina, centro turístico, situada al sur de Susa (Túnez), a 162 km de la ciudad de Túnez. Tiene 104 535 habitantes.

## Historia

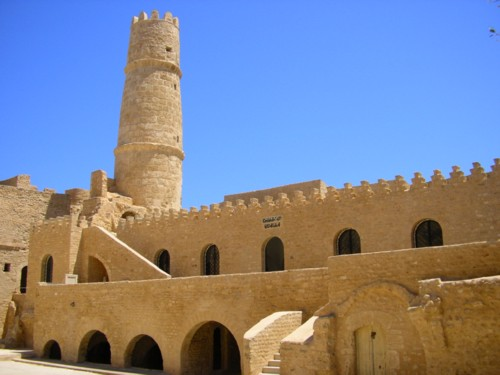
Gare Habib Bourguiba Monastir.JPG

Monastir fue fundada sobre las ruinas de la ciudad púnica - romana de Ruspina. La ciudad cuenta con la bien conservada Ribat de Monastir que se utilizó para escudriñar el mar en busca de barcos hostiles y como defensa contra los ataques de la flota bizantina. Varios ulemas vinieron a quedarse en el "ribat"  de esta pacífica ciudad para la contemplación.
Utilizada por piratas otomanos contra las costas de los reinos de Sicilia y Nápoles, fue ocupada por tropas españolas junto con Mahdía entre 1550 y 1554.
La rábida fue, en la década de 1970, también uno de los lugares de rodaje de la miniserie  Jesús de Nazaret  y de Monty Python 's' 'Vida de Brian' '. Hay vistas panorámicas de la ciudad tomadas desde un dirigible de inteligencia naval francesa en 1924.

## Transporte
La ciudad se encuentra en la línea Sahel Metro electrificada de ancho de vía con trenes que sirven a Susa y Mahdía. Otros servicios van a Túnez.
Aeropuerto Internacional Habib Bourguiba tiene vuelos desde la mayoría de los países de Europa Occidental. Está gestionado por Tepe Akfen Ventures Airport Holding (TAV).

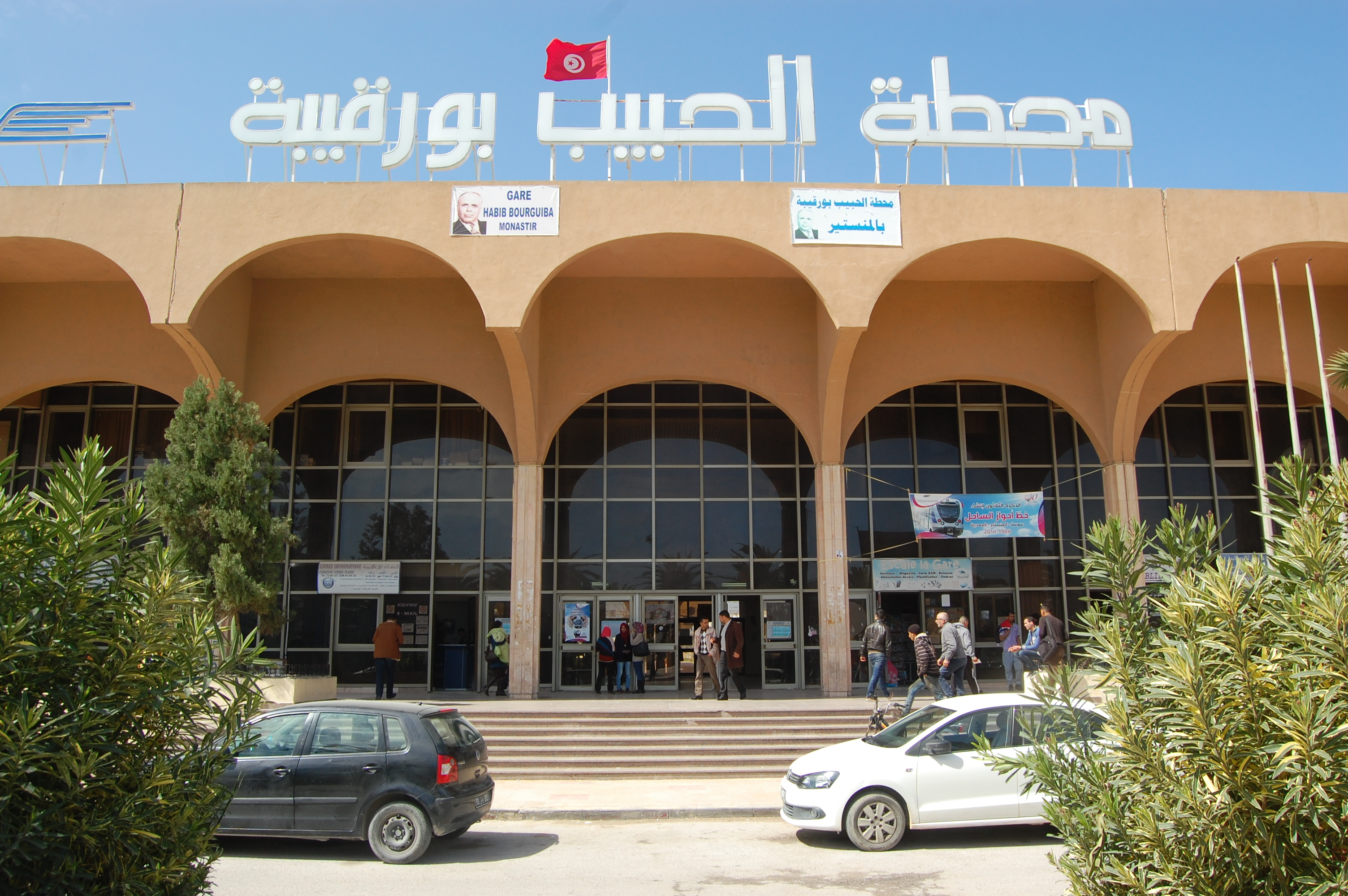
La estación de Habib Bourguiba
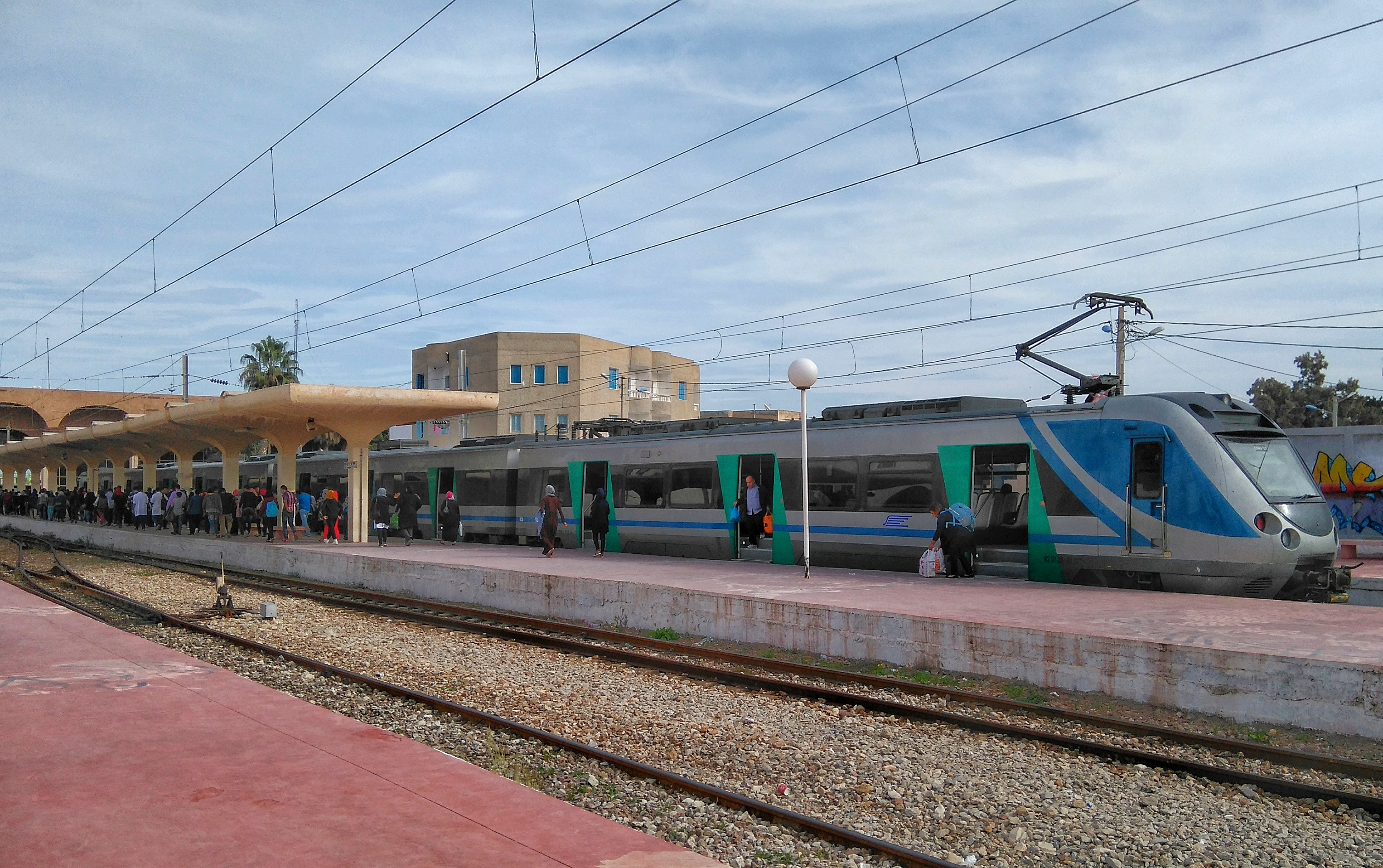
El Metro en la estación de Habib Bourguiba en Monastir
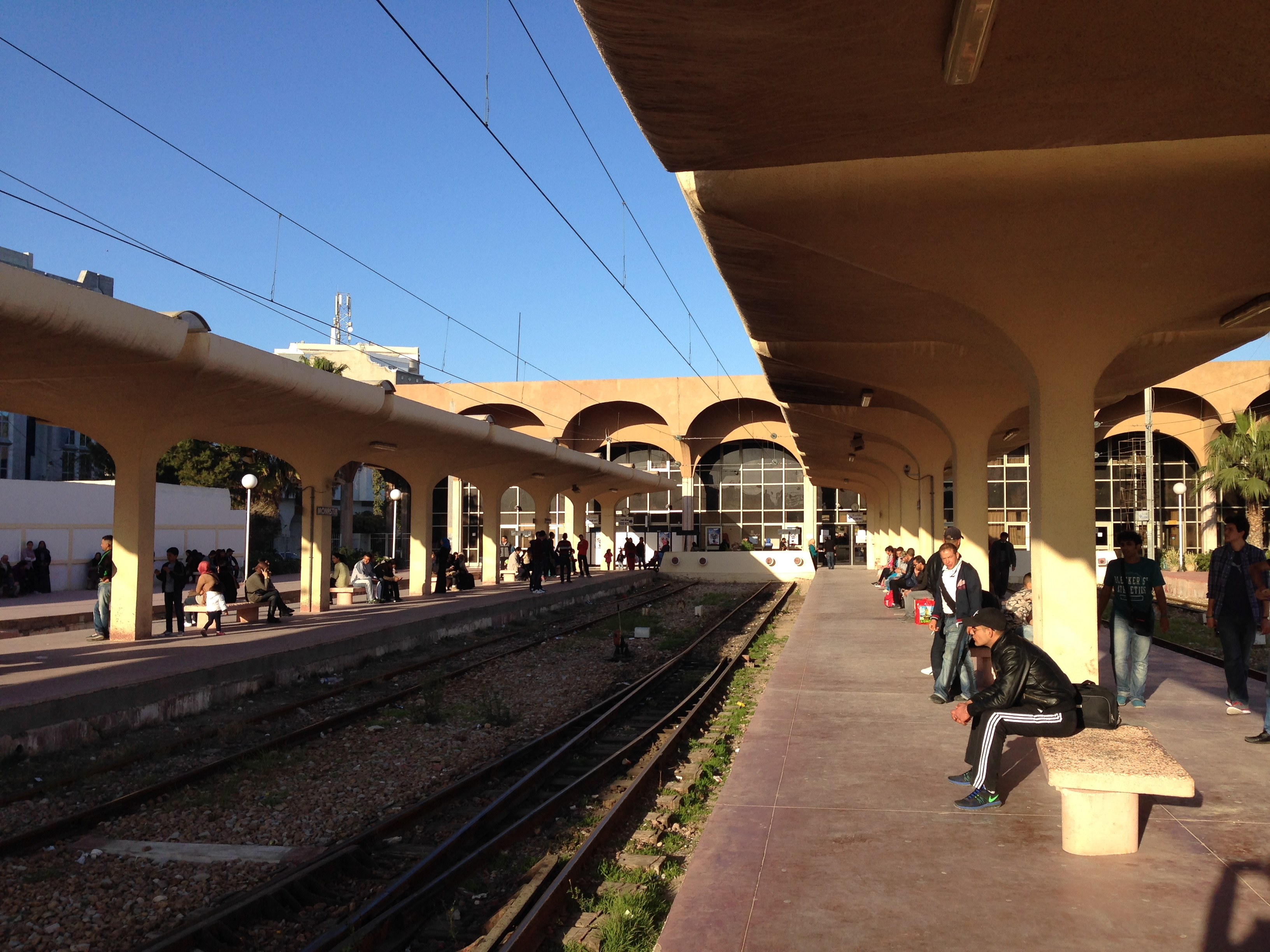
Monasitr tren  estación